# Idaea auriflua
Idaea auriflua är en fjärilsart som beskrevs av W. Warren 1902. Idaea auriflua ingår i släktet Idaea och familjen mätare. Inga underarter finns listade i Catalogue of Life.